# ヴェロスクロノス都農
ヴェロスクロノス都農（ヴェロスクロノスつの、Veroskronos Tsuno） は、宮崎県児湯郡都農町を本拠地とするサッカークラブ。Jリーグ加盟を目指すクラブの一つである。

## 概要
2014年
3月、鵬翔高校監督の松﨑博美がサッカーを通して「宮崎県民を元気にしたい」「子供たちに夢をあたえたい」との思いから、前年まで活動していた「宮崎産業経営大学FC」（鵬翔高校と同じく大淀学園が設立した宮崎産業経営大学サッカー部の社会人登録チーム。かつてJリーグを目指していたエストレーラ宮崎の受け皿として2010年に設立）を母体にJ.FC MIYAZAKIとして設立。監督には大学サッカー部のコーチでもあった笛真人が就任した。
J.FC MIYAZAKIの「J」は、「Jリーグを目指す」と「Jump～宮崎から全国へ飛躍する」に由来している。
宮崎県リーグ1部で全勝優勝。九州各県リーグ決勝大会決勝戦では、PK戦の末NIFS KANOYA FCに勝利し優勝。九州リーグに昇格。
2015年
宮崎県サッカー選手権大会では、準決勝でホンダロックSCを3-0、決勝ではテゲバジャーロ宮崎をPK戦の末破り、第95回天皇杯に初出場を果たす。初参戦の九州リーグは3位。初出場となった第51回全国社会人サッカー選手権大会は1回戦敗退。
笛はこの年限りで監督を退任し、総監督に異動した。
2016年
長友耕一郎が選手兼任で監督に就任。選手面では、前年所属した選手32名中、DF愛甲光ら23名が退団（途中退団含む）。一方で、テゲバジャーロ宮崎からGK村尾龍矢、ヴェルスパ大分からDF福元考佑ら22名が加入し、選手総入れ替えとなった。
九州リーグは熊本地震の影響により1回戦総当たりに変更。中断期間中に開催された全社九州予選ではPK敗を含む3敗を喫したものの、リーグ再開後は勝利を積み重ね6勝1PK敗で初優勝。初出場となった全国地域サッカーチャンピオンズリーグ2016は1次ラウンド敗退。
2017年
与那城ジョージが監督に就任。長友は現役を退き、トップチームコーチ及びU-18コーチに就任した。選手面では、MF村山充ら18名が退団したが、T宮崎からDF山口直大やブラジル・サンパウロ州選手権・ECノロエスチからFWブルーノ・アレシャンドレ・ロドリゲスら17名が加入（途中加入含む）。
リーグ戦は優勝したT宮崎にシーズンダブルを許し2位。全社は1回戦敗退。
2018年
DFラファエル（北海道十勝スカイアースへ移籍）ら19名の選手が退団したが、YS横浜からMF小笠原賢聖、鳥取からFW黒津勝ら13名が加入。
リーグ戦は沖縄SVを追いかける展開となったが、後期の直接対決で勝利して首位に浮上し、そのまま首位を譲らず優勝。地域CL1次ラウンドではグループBで2位となったが、2位最上位のワイルドカードで決勝ラウンドに進出。しかし決勝ラウンドは3戦全敗に終わった。
2019年
小笠原（東京ユナイテッドFCへ移籍）ら12名が退団。一方、T宮崎からDF川上典洋、FCマルヤス岡崎からFW松本祐樹ら12名が加入した（途中加入含む）。
リーグ戦は最終節で沖縄SVに一矢報いたものの、沖縄と勝点5差の2位。全社は栃木シティFCに敗れ1回戦敗退。与那城監督は同年限りで退任、
8月7日、J.FC MIYAZAKIと都農町、一般社団法人ツノスポーツコミッションとの間で、「つの職育プロジェクトに関する協定」を締結。
2020年
ホームタウンを宮崎市から児湯郡都農町に移転。クラブカラーも緑（   ）とサックスブルー（   ）から浅葱色（   ）に変更した。
監督に奈良クラブコーチの菅原太郎を招聘。選手面では、前シーズン所属した選手26名中、MFヒューエル・オリベイラ（湘南ベルマーレへ移籍）やDF佐野裕哉（Cento Cuore HARIMAへ移籍）ら23名が退団・引退した。一方、山形からDF古部健太、藤枝MYFCからMF大竹隆人・MF北川滉平・谷口堅三ら21名が加入した。
九州リーグは3試合を消化したところで新型コロナウイルスの影響により中止となった。輪番枠で地域CLに出場したが、1次ラウンドで1分2敗の最下位に終わった。
2021年
1月29日、クラブ名を「ヴェロスクロノス都農」に変更。チームロゴやエンブレムも刷新した。新クラブ名は公募によるもので、都農町に所在する矢研の滝に因む「矢」のギリシア語「ヴェロス」(希: Βέλος, Velos)と、ギリシャ神話の農耕の神「クロノス」（古希: Κρόνος, Kronos）を組み合わせたものである。
菅原が監督から強化育成担当に異動し、新たに酒井靖雄が監督に就任した。
リーグ戦では開幕から17連勝（PK勝1を含む）を記録したが、最終節の沖縄SV戦では後半アディショナルタイムに逆転を許し敗戦。沖縄SVに勝点1及ばず2位に終わった。北川が24得点で得点王に、曽我部慶太が15アシストでアシスト王に輝いた。酒井監督は同年限りで退任。
2022年
監督にミゲル・アンヘル・ロティーナの通訳を務めていた小寺真人が就任。前年度得点王の北川や、池庭諒耶、佐藤隼ら12人が退団・引退。新たにテゲバジャーロ宮崎からサミュエル・サヌミ、カマタマーレ讃岐から中村亮、藤枝MYFCから鮫島晃太、ジェフユナイテッド市原・千葉から杉山弾斗、おこしやす京都ACから稲垣雄太などが加入。
宮崎県サッカー選手権大会（天皇杯県予選）は、新型コロナウイルスの影響によりテゲバジャーロ宮崎とホンダロックSCによる決勝戦のみ開催となったため、不参加。
リーグ戦では開幕8連勝と好調なスタートを切るも、沖縄SVに2敗、FC延岡AGATAに1分1敗と上位戦で星を落とし3位に終わる。
全社では福山シティFC、南葛SC、おこしやす京都ACを下しベスト4に進出。準決勝・3位決定戦を落としたものの、地域CLの出場権を得た。 地域CL1次ラウンドでは1勝1分1敗のグループ2位、2位最上位に入ることができず敗退。
2023年
古部やサミュエルら13名が退団・引退、佐藤和樹、上米良柊人、堀研太、宮尾孝一ら11名が加入。
リーグ前期はジェイリースFC・FC延岡AGATAと同勝ち点で2位となるも、後期は開幕から8連勝で2チームを引き離し、最終節前に優勝を決めた。全社は準々決勝敗退。地元宮崎県で開催された地域CL1次ラウンドは3連敗に終わった。
2024年
大竹や曽我部ら18名が退団・引退、赤塚怜や松岡憧ら15名が加入。シーズン終盤には怪我により無所属となっていた福島竜弥ら5名が途中加入した。
リーグ戦では開幕から7連勝を含む16戦負け無しで、2試合を残し連覇を達成。全社は2年連続で準々決勝に進出。
地域CL1次ラウンドでは1勝2分のグループ2位、2位最上位に入ることができず3年連続の1次ラウンド敗退に終わった。
2025年
小寺体制4年目。
濱口功聖ら11名が退団・引退。
鹿児島ユナイテッドFCを退団した五領淳樹や中山開帆ら9名が加入。
また曽我部慶太がヘッドコーチとして現場復帰。
宮崎県サッカー選手権大会は格上のミネベアミツミSCを2年連続撃破、決勝ではテゲバジャーロ宮崎に2-0で勝利。
天皇杯へ都農町に移転後は初、チームとしては2度目の宮崎県代表として出場。
1回戦、鳥取県代表のガイナーレ鳥取を破る活躍を見せるも２回戦名古屋グランパスに敗れる。

## 戦績
「宮崎産業経営大学FC」時代の戦績については、宮崎産業経営大学サッカー部#宮崎産業経営大学FC（第1次）を参照
| 年度 | 所属      | 順位                               | 勝点                               | 試合                               | 勝                                 | PK勝                               | 分                                 | PK負                               | 敗                                 | 得                                 | 失                                 | 差                                 | 天皇杯     | 監督           |
| 2014 | 宮崎県1部 | 優勝                               | 24                                 | 9                                  | 8                                  | -                                  | 0                                  | -                                  | 0                                  | 56                                 | 7                                  | 49                                 | -          | 笛真人         |
| 2015 | 九州      | 3位                                | 36                                 | 18                                 | 10                                 | 1                                  | -                                  | 4                                  | 3                                  | 41                                 | 23                                 | 18                                 | 1回戦敗退  | 笛真人         |
| 2016 | 九州      | 優勝                               | 25                                 | 9                                  | 8                                  | 0                                  | -                                  | 1                                  | 0                                  | 22                                 | 6                                  | 16                                 | 県予選敗退 | 長友耕一郎     |
| 2017 | 九州      | 2位                                | 49                                 | 20                                 | 15                                 | 2                                  | -                                  | 0                                  | 3                                  | 47                                 | 15                                 | 32                                 | 県予選敗退 | 与那城ジョージ |
| 2018 | 九州      | 優勝                               | 49                                 | 18                                 | 16                                 | 0                                  | -                                  | 1                                  | 1                                  | 56                                 | 13                                 | 43                                 | 県予選敗退 | 与那城ジョージ |
| 2019 | 九州      | 2位                                | 46                                 | 18                                 | 15                                 | 0                                  | -                                  | 1                                  | 2                                  | 49                                 | 15                                 | 34                                 | 県予選敗退 | 与那城ジョージ |
| 2020 | 九州      | 新型コロナウイルスの影響により中止 | 新型コロナウイルスの影響により中止 | 新型コロナウイルスの影響により中止 | 新型コロナウイルスの影響により中止 | 新型コロナウイルスの影響により中止 | 新型コロナウイルスの影響により中止 | 新型コロナウイルスの影響により中止 | 新型コロナウイルスの影響により中止 | 新型コロナウイルスの影響により中止 | 新型コロナウイルスの影響により中止 | 新型コロナウイルスの影響により中止 | 県予選敗退 | 菅原太郎       |
| 2021 | 九州      | 2位                                | 50                                 | 18                                 | 16                                 | 1                                  | -                                  | 0                                  | 1                                  | 76                                 | 12                                 | 64                                 | 県予選敗退 | 酒井靖雄       |
| 2022 | 九州      | 3位                                | 47                                 | 20                                 | 15                                 | -                                  | 2                                  | -                                  | 3                                  | 65                                 | 10                                 | 55                                 | 出場権なし | 小寺真人       |
| 2023 | 九州      | 優勝                               | 47                                 | 18                                 | 15                                 | -                                  | 2                                  | -                                  | 1                                  | 74                                 | 6                                  | 68                                 | 県予選敗退 | 小寺真人       |
| 2024 | 九州      | 優勝                               | 49                                 | 18                                 | 16                                 | -                                  | 1                                  | -                                  | 1                                  | 67                                 | 8                                  | 59                                 | 県予選敗退 | 小寺真人       |

## タイトル
- 九州サッカーリーグ：4回
  - 2016年、2018年、2023年、2024年
- 宮崎県サッカー選手権大会（兼天皇杯宮崎県予選）：2回
  - 2015年
  - 2025年

## ユニフォーム

### クラブカラー
- 2014年 - 2019年：  緑、  サックスブルー
  - 緑は「宮崎の自然」を、サックスブルーは「宮崎の海」をイメージしたものである。
- 2020年 - 現在：    浅葱色
  - 宮崎県の「神話」、「若者」、「育成」、「農」をイメージしたものである。

### ユニフォームスポンサー
| 掲出箇所   | スポンサー名                 | 表記                       | 掲出年   | 備考                                                         |
| 胸         | シフトプラス                 | SHIFT PLUS                 | 2019年 - | 2019年は背中下部 2019年は「SHIFT PLUS - ask yourself -」表記 |
| 鎖骨       | フロンティアコンサルティング | FRONTIER CONSULTING        | 2024年 - | 右側に掲出                                                   |
| 鎖骨       | スカイライトコンサルティング | SKYLIGHT                   | 2023年 - | 左側に掲出 2022年はパンツ前面                                |
| 背中上部   | 昭和テクノコンベヤ           | SHOWΛ TECHNO CONVEYOR INC. | 2023年 - |                                                              |
| 背中下部   | ミヤチク                     | ミヤチク                   | 2025年 - |                                                              |
| 袖         | なし                         | -                          | -        |                                                              |
| パンツ前面 | 宮崎放送                     | mrt宮崎放送                | 2025年 - |                                                              |
| パンツ背面 | なし                         | -                          | -        |                                                              |

### ユニフォームサプライヤー
- 2014年 - 2019年：プーマ
- 2020年 - 2022年：エグゼフ
- 2023年 -  現在：アスレタ

### 歴代ユニフォームスポンサー表記
| 年度 | 箇所                   | 箇所                | 箇所     | 箇所                       | 箇所                        | 箇所                                  | 箇所                                    | 箇所       | サプライヤー |
| 年度 | 胸                     | 鎖骨右              | 鎖骨左   | 背中上部                   | 背中下部                    | 袖                                    | パンツ前面                              | パンツ背面 | サプライヤー |
| 2014 | -                      | 解禁前              | 解禁前   | - / 明治安田生命           | -                           | 宮崎 産業経営大学                     | -                                       | 解禁前     | PUMA         |
| 2015 | - / MSG カレッジリーグ | 解禁前              | 解禁前   | 明治安田生命               | -                           | 宮崎 産業経営大学                     | mrt 宮崎放送                            | 解禁前     | PUMA         |
| 2016 | MSG カレッジリーグ     | 解禁前              | 解禁前   | 明治安田生命               | -                           | -                                     | mrt 宮崎放送                            | 解禁前     | PUMA         |
| 2017 | MSG カレッジリーグ     | 解禁前              | 解禁前   | 明治安田生命               | -                           | -                                     | mrt 宮崎放送                            | 解禁前     | PUMA         |
| 2018 | MSG カレッジリーグ     | -                   | -        | 明治安田生命               | -                           | -                                     | 21フィットネスクラブ スイミングスクール | 解禁前     | PUMA         |
| 2019 | MSG カレッジリーグ     | -                   | -        | 明治安田生命               | SHIFT PLUS - ask yourself - | -                                     | ローストチキン コオロギ                 | 解禁前     | PUMA         |
| 2020 | SHIFT PLUS             | -                   | -        | -                          | -                           | つの 100 TSUNO TOWN 100th ANNIVERSARY | -                                       | -          | XF           |
| 2021 | SHIFT PLUS             | -                   | -        | -                          | -                           | -                                     | -                                       | -          | XF           |
| 2022 | SHIFT PLUS             | -                   | -        | -                          | -                           | -                                     | SKYLIGHT                                | -          | XF           |
| 2023 | SHIFT PLUS             | -                   | SKYLIGHT | SHOWΛ TECHNO CONVEYOR INC. | 鰻樂 MANRAKU                | -                                     | 空と海                                  | -          | アスレタ     |
| 2024 | SHIFT PLUS             | FRONTIER CONSULTING | SKYLIGHT | SHOWΛ TECHNO CONVEYOR INC. | 鰻樂 MANRAKU                | -                                     | 合同会社ビクトリー                      | -          | アスレタ     |
| 2025 | SHIFT PLUS             | FRONTIER CONSULTING | SKYLIGHT | SHOWΛ TECHNO CONVEYOR INC. | ミヤチク                    | -                                     | mrt宮崎放送                             | -          | アスレタ     |

## 下部組織
引退した選手や所属選手が主にコーチを務めており、ホームゲームの運営やボールボーイなどにも携わっている。
- ヴェロスクロノス都農U-18
- ヴェロスクロノス都農U-15
- ヴェロスクロノス都農サッカースクール
  - 都農スクール
  - 都城スクール
  - 佐土原スクール
  - 高鍋・新富スクール